# 絵師100人展
絵師100人展（えしひゃくにんてん）は、2011年（平成23年）から毎年5月に秋葉原UDX内のAKIBA_SQUAREで開催されている 、「絵師」の描き下ろし作品を展示・紹介する展覧会型のイベント。産経新聞社主催。観光庁・外務省・経済産業省後援（2012年～2014年）。

## 概要
2011年（平成23年）に第1回が開催され、以後毎年4月末から5月初めにかけて開催されている。漫画やアニメ、ゲーム、ライトノベルの挿絵など、世界を魅了している日本発ポップカルチャー界の第一線で活躍する「絵師」。約100人の描き下ろし作品を展示、紹介している。2015年2月25日、公式Twitterを開始。

## 開催

### 本開催
- 絵師100人展 01（2011年5月3日 - 5月8日）テーマは「日本」。イメージカラーは赤。（当初は「01」は無く地方開催の際に追加）
- 絵師100人展 02（2012年4月30日 - 5月6日）テーマは「日本の四季」。イメージカラーは青。
- 絵師100人展 03（2013年4月28日 - 5月6日）テーマは「日本の一景」。イメージカラーは緑。
- 絵師100人展 04（2014年4月29日 - 5月6日）テーマは「かわいい」。イメージカラーは橙色。
- 絵師100人展 05（2015年4月29日 - 5月6日）テーマは「絵師の世界」。イメージカラーは紫。
- 絵師100人展 06（2016年4月29日 - 5月8日）テーマは「色」。
- 絵師100人展 07（2017年4月29日 - 5月7日）テーマは「融合」。
- 絵師100人展 08（2018年4月28日 - 5月6日）テーマは「雅」。
- 絵師100人展 09（2019年4月27日 - 5月6日）テーマは「時代」。
- 絵師100人展 10（2020年8月8日 - 8月16日）テーマは「和」。
- 絵師100人展 11（2021年4月29日 - 5月9日）テーマは「未来」。
- 絵師100人展 12（2022年4月29日 - 5月8日）テーマは「道」。
- 絵師100人展 13（2023年4月29日 - 5月7日）テーマは「輪」。
- 絵師100人展 14（2024年4月27日 - 5月6日）テーマは「輝く」。
- 絵師100人展 15（2025年4月29日 - 5月8日予定）テーマは「晴れ」。

### 地方開催
- 絵師100人展 京都篇（2012年3月17日 - 6月24日）

会場：京都国際マンガミュージアム。主催：京都国際マンガミュージアム、産経新聞社。
- 絵師100人展02 京都篇（2013年9月28日 - 12月1日）

会場：京都国際マンガミュージアム。主催：京都国際マンガミュージアム、産経新聞社。共催：KYOTO CMEX実行委員会。
- 絵師100人展03 京都篇（2013年12月7日 - 2014年2月11日）

会場：京都国際マンガミュージアム。主催：京都国際マンガミュージアム、産経新聞社。
- 絵師100人展04 大阪（2014年8月19日 - 8月30日）

会場:日本橋商店街内特設会場。主催：テレビ大阪、産経新聞社。
- 絵師100人展（2014年9月6日 - 10月13日）

会場：岡山シティミュージアム。主催：テレビせとうち、産経新聞社、岡山シティミュージアム。
- 絵師100人展01（2014年11月2日 - 11月15日）

会場：名古屋テレビ塔 3階特設会場。
- コミケットスペシャル6 ～OTAKUサミット2015～（2015年3月28日 - 3月29日）

会場：幕張メッセ。「絵師100人展04」のミニ展示や物販で出展。
- 絵師100人展05 新潟篇（2015年6月25日 - 7月26日）

会場：新潟市マンガ・アニメ情報館。主催：絵師100人展05新潟篇実行委員会、産経新聞社。共催：新潟総合テレビ。
- 絵師100人展05 in 金沢（2015年8月21日 - 9月27日）

会場：金沢竪町商店街 中程・沖ビル1F。主催：石川テレビ放送、北陸中日新聞、産経新聞社。後援：エフエム石川。
- 絵師100人展05（2016年1月7日 - 1月17日）

会場：西鉄ホール。主催：RKB毎日放送、LOVE FM、西日本鉄道。提携：西鉄ホール。企画制作：産経新聞社。
- 絵師100人展03（2016年4月22日 - 6月1日）

会場：岡山シティミュージアム。主催：テレビせとうち、産経新聞社、岡山シティミュージアム。後援：山陽新聞社、oniビジョン、レディモモ。

## 参加者

### 絵師100人展 01
- 蒼樹うめ
- 赤衣丸歩郎
- 赤りんご
- AKINOKO.
- あずまゆき
- 雨音颯
- 綾風柳晶
- 文倉十
- あらいぐま
- 有子瑶一
- 池上茜
- いちば仔牛
- イチリ
- いとうのいぢ
- 伊藤ベン
- 上田夢人
- 植田亮

- うたたねひろゆき
- 江草天仁
- 大石竜子
- 大崎シンヤ
- おーじ
- 大野哲也
- 大槍葦人
- 岡崎武士
- オダワラハコネ
- 小原トメ太
- CARNELIAN
- 介錯
- カスカベアキラ
- 片桐雛太
- 神剣桜花
- かんたか
- かんなぎれい

- きすぎ
- 木場智士
- きみづか葵
- ぎん太
- 空中幼彩
- 椋本夏夜
- 黒鷲
- KEI
- KeG
- 弘司
- こうたろ
- 小梅けいと
- こ～ちゃ
- 珈琲貴族
- 国道12号
- 梱枝りこ
- 彩季なお
- SAKANA

- さくら小春
- 桜沢いづみ
- 桜はんぺん
- 笹弘
- Gユウスケ
- 白羽奈尾
- しろ
- しんたろー
- 末弥純
- すかぢ
- 鈴平ひろ
- 平つくね
- 高野音彦
- 高橋慶太郎
- 中央東口
- 司淳
- 津路参汰

- てぃんくる
- てんまそ
- toi8
- トモセシュンサク
- なかじまゆか
- なぐも。
- 奈月ここ
- 七尾奈留
- ななかまい
- 西中康弘
- 西又葵
- 脳みそホエホエ
- バーニア600
- 針玉ヒロキ
- 緋色雪
- 日陰影次
- 樋上いたる
- ひびき玲音

- フカヒレ
- 藤枝雅
- ぷちでびる
- フミオ
- ぽよよん♥ろっく
- 丸ちゃん。
- みけおう
- Mitha
- 深崎暮人
- みさくらなんこつ
- みぶなつき
- ヤス
- 八葉香南
- やまかぜ嵐
- 憂
- 憂姫はぐれ
- よしづきくみち
- るろお

### 絵師100人展 02
- 蒼樹うめ
- 赤衣丸歩郎
- 赤りんご
- AKINOKO.
- 雨音颯
- 文倉十
- 有馬啓太郎
- 池上茜
- いちば仔牛
- いとうのいぢ
- 伊藤ベン
- 上田夢人
- 植田亮
- 兎塚エイジ
- うたたねひろゆき
- 江草天仁
- おーじ

- 大石竜子
- 大野哲也
- 岡崎武士
- オダワラハコネ
- 小原トメ太
- CARNELIAN
- 介錯
- カスカベアキラ
- 片桐雛太
- 神剣桜花
- karory
- かんたか
- かんなぎれい
- 如月瑞
- 木場智士
- きみづか葵
- ぎん太
- 空中幼彩

- 椋本夏夜
- 黒谷忍
- くわだゆうき
- KEI
- KeG
- K+
- 弘司
- 小梅けいと
- こ～ちゃ
- 珈琲貴族
- 九尾
- 駒都えーじ
- 彩季なお
- さくら小春
- 桜沢いづみ
- 笹弘
- さより
- Gユウスケ

- 白羽奈尾
- しろ
- 末弥純
- すかぢ
- 鈴平ひろ
- 絶叫
- 瀬之本久史
- タアモ
- 高野音彦
- たにはらなつき
- 中央東口
- 司淳
- 津路参汰
- てぃんくる
- てんまそ
- toi8
- 篤見唯子
- なかじまゆか

- 奈月ここ
- なつめえり
- 七尾奈留
- ななかまい
- 西中康弘
- 西又葵
- バーニア600
- 晩杯あきら
- 緋色雪
- 樋上いたる
- ひびき玲音
- フミオ
- べっかんこう
- 星野リリィ
- ぽよよん♥ろっく
- ポルリン
- MATSUDA98
- 松之鐘流

- まみた
- みけおう
- Mitha
- 深崎暮人
- みさくらなんこつ
- MIN-NARAKEN
- 萌木原ふみたけ
- 基4
- やくり
- ヤス
- やまかぜ嵐
- 憂
- 憂姫はぐれ
- よしづきくみち
- 蘭宮涼
- るろお

### 絵師100人展 03
- 蒼樹うめ
- 赤りんご
- あなぽん
- 文倉十
- 有馬啓太郎
- 有葉
- 池上茜
- いちば仔牛
- 伊藤ベン
- 上田夢人
- 植田亮
- うたたねひろゆき
- えれっと
- 遠藤海成
- 大野哲也
- 岡崎武士
- おにぎりくん

- 小原トメ太
- CARNELIAN
- 介錯
- 片桐雛太
- 片倉真二
- karory
- かんたか
- カントク
- 如月瑞
- 鬼月あるちゅ
- ぎん太
- 空中幼彩
- 椋本夏夜
- 呉マサヒロ
- 黒谷忍
- KEI
- KeG
- 弘司

- 小梅けいと
- こ～ちゃ
- 珈琲貴族
- 九尾
- 小嶋ララ子
- さくら小春
- 桜沢いづみ
- 笹井さじ
- Gユウスケ
- 茨乃
- 白羽奈尾
- しろ
- 末弥純
- 鈴平ひろ
- 絶叫
- 高階@聖人
- 高野音彦
- 鷹乃ゆき

- 千葉サドル
- 司淳
- 司ゆうき
- 津路参汰
- 鶴崎貴大
- てぃんくる
- てんまそ
- toi8
- トモセシュンサク
- なかじまゆか
- 中島零
- Na-Ga
- なぐも。
- なつめえり
- 七尾奈留
- ななろば華
- 西中康弘

- バーニア600
- 八宝備仁
- 晩杯あきら
- p19
- 日陰影次
- 樋上いたる
- 広江礼威
- フミオ
- べっかんこう
- ぽよよん♥ろっく
- ポルリン
- 茉崎ミユキ
- MATSUDA98
- まみた
- ○蜜柑
- みけおう
- Mitha

- 深崎暮人
- みさくらなんこつ
- 水沢深森
- MITAONSYA
- ミヤスリサ
- 美和美和
- MIN-NARAKEN
- 萌木原ふみたけ
- ヤス
- やまかぜ嵐
- 山本和枝
- 結川カズノ
- 憂
- 憂姫はぐれ
- よしづきくみち
- 蘭宮涼
- るろお
- 6U☆

### 絵師100人展 04
- 蒼樹うめ
- 赤りんご（出品中止）
- 浅海朝美
- 文倉十
- 有河サトル
- Anmi
- 池上茜
- いちば仔牛
- wingheart
- うたたねひろゆき
- えれっと
- 遠藤海成
- 大石竜子
- 岡崎武士
- 織澤あきふみ
- おにぎりくん
- 小原トメ太

- おりょう
- CARNELIAN
- カスカベアキラ
- 片桐雛太
- カラス
- karory
- 木乃ひのき
- ぎん太郎
- 玖条イチソ
- 椋本夏夜
- 黒谷忍
- KEI
- KeG
- 高河ゆん
- 弘司
- こ～ちゃ
- 珈琲貴族
- 九尾

- 小嶋ララ子
- こもりけい
- さくら小春
- 桜沢いづみ
- しいたけ
- Gユウスケ
- sirakannnu
- 茨乃
- 宵野コタロー
- 白森ゆせ
- Syroh
- しんたろー
- 末弥純
- すまき俊悟
- 高野音彦（出品中止）
- たかやKi
- 司淳

- 月神るな
- 佃煮のりお
- 鶴崎貴大
- てぃんくる
- てんまそ
- toi8
- Na-Ga
- なかじまゆか
- 永山ゆうのん
- 夏彦
- なつめえり
- 七尾奈留
- ななかまい
- バーニア600
- 八宝備仁
- 晩杯あきら
- p19
- 樋上いたる

- 広江礼威
- 風瑛なづき
- フジシマ
- 藤真拓哉
- フミオ
- べっかんこう
- ぺこ
- ぽよよん♥ろっく
- MATSUDA98
- 松田縞
- 松本テマリ
- みけおう
- 深崎暮人
- 水沢深森
- MITAONSYA
- 宮坂みゆ
- 美和美和
- MIN-NARAKEN

- 萌木原ふみたけ
- 基4
- やくり
- ヤタネコ
- やまかぜ嵐
- 山本和枝
- 結川カズノ
- 憂
- 憂姫はぐれ
- ゆーげん
- 夕薙
- 柚子奈ひよ
- よしづきくみち
- 蘭宮涼
- 涼香
- るろお
- 6U☆

### 絵師100人展 05
- 相川たつき
- 蒼樹うめ
- アカバネ
- 赤人
- 秋空もみぢ
- あずまゆき
- あなぽん
- 有葉
- Anmi
- イチリ
- いとうのいぢ
- wingheart
- うたたねひろゆき
- MtU
- ERIMO
- えれっと
- 岡崎武士

- okama
- 織澤あきふみ
- おにぎりくん
- 小原トメ太
- おりょう
- CARNELIAN
- 籠目
- カズキヨネ
- 加藤いつわ
- 加山紀章
- カラス
- kino
- 空中幼彩
- 呉マサヒロ
- 黒谷忍
- くわだゆうき
- KEI

- KeG
- 恋泉天音
- 高河ゆん
- 珈琲貴族
- konomi
- さくら小春
- 桜坂つちゆ
- 桜沢いづみ
- 座敷ウサギ
- 士貴智志
- 茨乃
- しらたま
- 白森ゆせ
- Syroh
- 白もち桜
- しんたろー
- 末弥純

- 鈴平ひろ
- 高野音彦
- CHOCO
- 司淳
- てぃんくる
- てんまそ
- toi8
- トモセシュンサク
- なかじまゆか
- なぐも。
- なつめえり
- 七尾奈留
- ななかまい
- ななろば華
- ニリツ
- バーニア600
- パセリ
- 晩杯あきら

- p19
- 緋色雪
- 樋上いたる
- ひびき玲音
- 日吉丸晃
- 広江礼威
- フカヒレ
- 藤真拓哉
- フミオ
- ぺこ
- べっかんこう
- へるるん
- 魔太郎
- 繭咲悠
- Mitha
- 深崎暮人
- 三嶋くろね
- みつき

- 蜜キング
- 南方純
- MIN-NARAKEN
- もとみやみつき
- 基4
- もりのほん
- 山本和枝
- ゆーげん
- 夕薙
- よしづきくみち
- らぐほのえりか
- La-na
- 蘭宮涼
- りいちゅ
- るろお
- れい亜
- 6U☆
- 和錆

### 絵師100人展 06
- 蒼樹うめ
- 秋空もみぢ
- あなぽん
- 有葉
- Anmi
- 唯々月たすく
- wingheart
- 植田和幸
- ウエダハジメ
- 植田亮
- うたたねひろゆき
- ERIMO
- えれっと
- 岡崎武士
- okama
- 小原トメ太
- CARNELIAN

- 片桐雛太
- 上条衿
- karory
- 切符
- kirero
- ぎん太
- ぎん太郎
- 空中幼彩
- KEI
- KeG
- 高河ゆん
- 珈琲貴族
- 桜木蓮
- さくら小春
- 桜沢いづみ
- 左近堂絵里
- 笹井さじ

- G ユウスケ
- シヴァ。
- 士貴智志
- 茨乃
- Syroh
- 白もち桜
- しらたま
- 庄名泉石
- しんたろー
- 瀬口たかひろ
- 高野音彦
- CHOCO
- ちり
- てぃんくる
- てんまそ
- トモセシュンサク
- なかじまゆか

- Na-Ga
- 夏彦
- なつめえり
- ななかまい
- ニリツ
- バーニア600
- 早川ハルイ
- ぱん
- 晩杯あきら
- p19
- 緋色雪
- 樋上いたる
- 日吉丸晃
- 広江礼威
- ピロ水
- フカヒレ
- 藤真拓哉

- フミオ
- ぺこ
- べっかんこう
- 紅緒
- ぽよよん♥ろっく
- 魔太郎
- 茉宮祈芹
- まんごープリン
- Mika Pikazo
- 美樹本晴彦
- 三嶋くろね
- MITAONSYA
- みづきたけひと
- 三輪フタバ
- MIN-NARAKEN
- もとみやみつき
- もりのほん

- 夜ノみつき
- 憂姫はぐれ
- ゆーげん
- 夕薙
- ゆき恵
- yuki＊Mami
- 柚子奈ひよ
- ゆらん
- よしづきくみち
- 蘭宮涼
- りいちゅ
- るび様
- るろお
- れい亜
- 6U☆
- 和錆
- わたがしゆい

### 絵師100人展 07
- 蒼樹うめ
- 秋空もみぢ
- 浅海朝美
- あずまゆき
- あづみ一樹
- 文倉十
- あゆま紗由
- 有葉
- Anmi
- 唯々月たすく
- 伊倉ナギサ
- 植田和幸
- ウエダハジメ
- 植田亮
- うたたねひろゆき
- 宇都宮つみれ
- MtU
- ERIMO

- えれっと
- 岡崎武士
- 小田すずか
- おにぎりくん
- CARNELIAN
- カズキヨネ
- 和遥キナ
- 上条衿
- かんなぎれい
- 切符
- 鬼月あるちゅ
- kirero
- ぎん太
- ぎん太郎
- 空中幼彩
- KEI
- KeG
- 恋泉天音

- 珈琲貴族
- 桜木蓮
- 桜沢いづみ
- 左近堂絵里
- G ユウスケ
- シヴァ。
- 士貴智志
- しらたま
- しらび
- Syroh
- 白もち桜
- しんたろー
- 翠燕
- 末弥純
- 掃除朋具
- 高野音彦
- 館川まこ
- CHOCO

- 司敦
- てぃんくる
- トモセシュンサク
- torino
- なかじまゆか
- 永山ゆうのん
- なつめえり
- 七尾奈留
- ななかまい
- ななろば華
- 生煮え
- ニリツ
- 萩原凛
- ぱん
- 晩杯あきら
- ぴこぴこぐらむ
- ピロ水

- フカヒレ
- 藤ちょこ
- 藤真拓哉
- フミオ
- べこ太郎
- べっかんこう
- ぺこ
- ぽよよん♥ろっく
- 魔太郎
- 繭咲悠
- Mika Pikazo
- 美樹本晴彦
- 三嶋くろね
- 宮坂なこ
- 宮坂みゆ
- 三輪フタバ
- MIN-NARAKEN

- もりのほん
- 八島タカヒロ
- 夜ノみつき
- 憂
- ゆーげん
- ゆき恵
- ゆさの
- ゆらん
- よしづきくみち
- 蘭宮涼
- りいちゅ
- るろお
- 6U☆
- 和錆
- わたがしゆい
- ワダアルコ
- wogura

### 絵師100人展 08
- 蒼樹うめ
- アカバネ
- 餡こたく
- Anmi
- 伊倉ナギサ
- 石恵
- 植田和幸
- ウエダハジメ
- 植田亮
- うたたねひろゆき
- 宇都宮つみれ
- うみのみず
- F島
- ERIMO
- えれっと
- 大石竜子
- 岡崎武士
- okama

- 小田すずか
- おりょう
- CARNELIAN
- カスカベアキラ
- 和遥キナ
- 片桐雛太
- カット
- 上条衿
- karory
- 吟
- 空中幼彩
- 草田草太
- cura
- KEI
- 弘司
- 珈琲貴族
- 桜沢いづみ
- 桜ひより

- 左近堂絵里
- 笹森トモエ
- さより
- しいたけ
- 士貴智志
- 磁油2
- しらたま
- Syroh
- 白もち桜
- 翠燕
- すいみゃ
- 末弥純
- 煎路
- 高野音彦
- 館川まこ
- 司淳
- てぃんくる
- 問七

- トモセシュンサク
- torino
- なかじまゆか
- 永山ゆうのん
- なつめえり
- 七尾奈留
- ななかまい
- 77gl
- 生煮え
- ニリツ
- バーニア600
- 萩原凛
- 白皙
- はましま薫夫
- はるのいぶき
- ぱん
- ぴこぴこぐらむ
- Hiten

- 広江礼威
- ピロ水
- ぶーた
- 笛
- フカヒレ
- 藤ちょこ
- 藤真拓哉
- フミオ
- ふむゆん
- 紅緒
- ほし
- ぽよよん♥ろっく
- 桝石きのと
- 魔太郎
- 茉崎ミユキ
- 茉宮祈芹
- Mika Pikazo
- 美樹本晴彦

- 三嶋くろね
- みつみ美里
- みなせなぎ
- MIN-NARAKEN
- むりりん
- もりのほん
- 八葉香南
- 憂
- ゆーげん
- ゆらん
- 蘭宮涼
- りいちゅ
- るろお
- Rella
- 6U☆
- 和錆

### 絵師100人展 09
- 蒼樹うめ
- アカバネ
- あずまゆき
- 有葉
- Anmi
- 伊倉ナギサ
- 石恵
- wingheart
- 植田和幸
- ウエダハジメ
- 鵜飼紗樹
- うたたねひろゆき
- 宇都宮つみれ
- うみのみず
- えれっと
- 岡崎武士
- okama

- 荻pote
- 小田すずか
- おにねこ
- おりょう
- CARNELIAN
- 和遥キナ
- カット
- 上条衿
- 神剣桜花
- 切符
- きみしま青
- cura
- 呉マサヒロ
- KEI
- 弘司
- 珈琲貴族
- 米白粕

- 桜沢いづみ
- 桜ひより
- 左近堂絵里
- 笹森トモエ
- Gユウスケ
- 士貴智志
- 司田カズヒロ
- 磁油2
- JINA
- 宵野コタロー
- しらたま
- Syroh
- 白もち桜
- 翠燕
- すいみゃ
- 末弥純
- 煎路
- 高野音彦

- 館川まこ
- TwinBox
- 司淳
- 鶴崎貴大
- DSマイル
- てぃんくる はるかぜせつな
- トモセシュンサク
- とらのすけ
- torino
- なかじまゆか
- 夏彦
- なつめえり
- 七尾奈留
- 成瀬ちさと
- ニリツ
- 萩原凛
- 白皙

- ぱん
- 緋色雪
- Hiten
- 広江礼威
- ピロ水
- 笛
- フカヒレ
- 藤ちょこ
- 藤真拓哉
- フミオ
- ふむゆん
- フライ
- 紅緒
- ぽよよん♥ろっく
- マエウタ
- まがこ
- 桝石きのと
- 魔太郎

- MACCO
- Mika Pikazo
- 美樹本晴彦
- 三嶋くろね
- 蜜桃まむ
- MIN-NARAKEN
- 森倉円
- もりのほん
- 憂
- 憂姫はぐれ
- よしづきくみち
- lack
- 蘭宮涼
- りいちゅ
- るろお
- れい亜
- Rella
- 6U☆
- 和錆

### 絵師100人展 10
- 蒼樹うめ
- Aちき
- 文倉十
- 有葉
- 石恵
- いとうのいぢ
- 狗神煌
- 植田和幸
- ウエダハジメ
- うたたねひろゆき
- うみのみず
- ERIMO
- えれっと
- 岡崎武士
- 荻pote
- おしおしお
- 小田すずか

- CARNELIAN
- がおう
- 神岡ちろる
- 上条衿
- カントク
- kino
- きみしま青
- 草田草太
- cura
- KEI
- 珈琲貴族
- 米白粕
- さいね
- 桜木蓮
- 桜沢いづみ
- 左近堂絵里
- しぐれうい
- シソ

- 茨乃
- JUNA
- しらたま
- Syroh
- 白もち桜
- すいみゃ
- 末弥純
- 鈴木勘太
- 煎路
- 高野音彦
- たかやKi
- 館川まこ
- TwinBox
- 司淳
- DSマイル
- てぃんくる　はるかぜせつな
- torino
- なかじまゆか

- 永山ゆうのん
- 凪白みと
- なつめえり
- 七尾奈留
- ななかぐら
- ニリツ
- necömi
- バーニア600
- パセリ
- はねこと
- ぱん
- Hiten
- ピロ水
- ふーみ
- 笛
- フカヒレ
- 藤ちょこ
- 藤真拓哉

- フミオ
- べっかんこう
- 紅緒
- ほし
- 火照ちげ
- ぽよよん♥ろっく
- 桝石きのと
- 魔太郎
- 茉宮祈芹
- まふゆ
- Mika Pikazo
- 美樹本晴彦
- 三嶋くろね
- 蜜桃まむ
- むりりん
- 室埴ポコ
- 望月しいな
- ももこ

- 森倉円
- もりのほん
- 安田祥子
- 憂
- ゆきさめ
- 蘭宮涼
- LAM
- rurudo
- るろお
- Rella
- 6U☆
- 和錆

### 絵師100人展 11
- 蒼樹うめ
- 赤倉
- アシマ
- あゆま紗由
- 石恵
- 狗神煌
- 植田和幸
- ウエダハジメ
- うたたねひろゆき
- うみのみず
- えれっと
- 大石竜子
- 岡崎武士
- 荻pote
- おしおしお
- CARNELIAN
- がおう

- かがちさく
- 神岡ちろる
- 上条衿
- かわく
- きのこむし
- きみしま青
- 吟
- 九条だんぼ
- KEI
- KeG
- 小梅けいと
- 珈琲貴族
- 米白粕
- sakiyamama
- 桜沢いづみ
- 左近堂絵里
- 士貴智志

- しぐれうい
- しらたま
- Syroh
- 白もち桜
- すいみゃ
- 末弥純
- 絶叫
- 高野音彦
- 館川まこ
- TwinBox
- 司淳
- DSマイル
- てぃんくる　はるかぜせつな
- 東西
- 遠坂あさぎ
- トマリ
- ともー

- なかじまゆか
- 凪白みと
- なつめえり
- なもり
- ニリツ
- necömi
- バーニア600
- ぱん
- Hiten
- ヒョーゴノスケ
- 広江礼威
- ふーみ
- 笛
- 深井涼介
- フカヒレ
- 藤ちょこ
- 藤真拓哉

- フミオ
- 紅緒
- ほし
- ぽよよん♥ろっく
- HxxG
- ぽんかん⑧
- 前田ミック
- 桝石きのと
- 魔太郎
- 美樹本晴彦
- 三嶋くろね
- 三つ葉ちょこ
- mignon
- 宮瀬まひろ
- 三輪フタバ
- mocha
- モ誰

- もねてぃ
- ももこ
- 森倉円
- もりのほん
- やすも
- 夜ノみつき
- yaman**
- 憂
- 憂姫はぐれ
- よー清水
- よしづきくみち
- 蘭宮涼
- LAM
- りいちゅ
- リン☆ユウ
- rurudo
- るろお
- 玲汰
- Rella
- 6U☆

## マスコット
百ちゃん（はくちゃん）
イラストレーター：なつめえり
声：佐倉綾音
2015年3月、「絵師百人展05」公式サイトにて初登場したマスコットキャラクター。
「絵師100人展」の守り神（新米）。絵師や参加者の集った思いが形になって生まれた新米の神様。手に持っている筆の神器「彩描桜（さいびょうおう）」の力で、色とりどりの絵を世界中に届けることが仕事。「絵師100人展05」より、利用料金を支払うことで百ちゃんが展示作品の音声ガイドを務めるサービスが用意された。